# Thitipoom Techaapaikhun
Thitipoom Techaapaikhun (tiếng Thái: ฐิติภูมิ เตชะอภัยคุณ, phiên âm: Thi-ti-pum Te-cha-a-pai-da-khun, sinh ngày 30 tháng 1 năm 1993) còn có nghệ danh là New (นิว), là một diễn viên và người dẫn chương trình người Thái Lan trực thuộc GMMTV. Anh được biết đến với vai chính Apo trong Water Boyy: The Series (2017) và Kao trong Dark Blue Kiss (2019).

## Tiểu sử và học vấn
New được sinh ra ở Bangkok, Thái Lan. Năm 3 tuổi, anh chuyển đến tỉnh Yala và hoàn thành chương trình giáo dục trung học cơ sở tại trường Kanarasadornbumroong Yala. Sau đó, anh chuyển đến Hat Yai, tỉnh Songkhla, nơi anh đã hoàn thành chương trình giáo dục trung học tại Trường Hat Yai Witthayalai. Anh tốt nghiệp với bằng cử nhân ngành kỹ thuật điện tại Khoa Kỹ thuật  và bằng thạc sĩ quản trị kinh doanh tại Khoa Thương mại và Kế toán, tại Đại học Chulalongkorn.

## Sự nghiệp
New bắt đầu sự nghiệp với vai trò người mẫu và trở thành một trong những MC mới của show Five Live Fresh của Bang Channel vào năm 2014. Vai diễn đầu tiên của anh là một vai phụ trong Room Alone 401-410 (2014), một bộ phim truyền hình của GMMTV. Sau đó, anh đảm nhận vai phụ Kao cùng với Tawan Vihokratana trong Kiss: The Series (2016) và Kiss Me Again (2018) và vai phụ M trong SOTUS: The Series.
Vào năm 2017, anh đảm nhận lại vai diễn M trong SOTUS S: The Series.
Năm 2019, anh đã quay trở lại với vai Kao, nhưng là vai chính, trong phần thứ ba của Kiss: The Series mang tên Dark Blue Kiss, cùng với Tawan.
Anh cũng đóng vai chính trong Classic Again, một phiên bản remake của Thái Lan từ bộ phim The Classic (2003) của Hàn Quốc và đang tiến hành quay I Need Romance 3.

## Phim ảnh

### Phim điện ảnh
| Năm  | Tên phim           | Vai      | Ghi chú   | Ref.   |
| ---- | ------------------ | -------- | --------- | ------ |
| 2014 | Remember - Replace | Non      | Vai phụ   |        |
| 2018 | WaterBro           | Yang Fan | Vai phụ   | [ 12 ] |
| 2020 | Classic Again      | Kajorn   | Vai chính | [ 13 ] |

### Phim truyền hình
| Năm  | Tên phim/show                           | Vai       | Ghi chú   | Ref.   |
| ---- | --------------------------------------- | --------- | --------- | ------ |
| 2014 | Room Alone 401-410                      | Ray       | Vai phụ   | [ 14 ] |
| 2015 | Ugly Duckling: Pity Girl                | BM        | Vai phụ   | [ 15 ] |
| 2015 | Room Alone 2                            | Ray       | Vai phụ   | [ 16 ] |
| 2016 | Kiss: The Series                        | Kao       | Vai phụ   | [ 17 ] |
| 2016 | SOTUS: The Series                       | M         | Vai phụ   | [ 18 ] |
| 2016 | U-Prince Series: The Absolute Economist | Pascal    | Vai phụ   | [ 19 ] |
| 2016 | U-Prince Series: The Foxy Pilot         | Pascal    | Vai phụ   | [ 20 ] |
| 2016 | Little Big Dream                        |           | Khách mời |        |
| 2017 | Water Boyy: The Series                  | Apo       | Vai chính | [ 21 ] |
| 2017 | U-Prince Series: The Crazy Artist       | Pascal    | Khách mời | [ 22 ] |
| 2017 | SOTUS S: The Series                     | M         | Vai phụ   | [ 23 ] |
| 2018 | Kiss Me Again                           | Kao       | Vai chính | [ 24 ] |
| 2018 | Our Skyy (Tập Pete-Kao)                 | Kao       | Vai chính | [ 25 ] |
| 2019 | Wolf                                    | Plan      | Vai chính | [ 26 ] |
| 2019 | Love Beyond Frontier                    | Win       | Vai chính | [ 27 ] |
| 2019 | Dark Blue Kiss                          | Kao       | Vai chính | [ 8 ]  |
| 2020 | I'm Tee, Me Too                         | Teedet    | Vai chính |        |
| 2021 | I Need Romance 3                        | Alan      | Vai chính | [ 11 ] |
| 2021 | The Comments                            | Khan      | Vai chính |        |
| 2021 | Put Your Head on My Shoulder            | Pupaa     | Vai chính |        |
| 2021 | Love and Fortune                        | Chaiphat  | Vai chính |        |
| 2022 | The Warp Effect                         | Alex      | Vai chính | [ 28 ] |
| 2022 | Club Sapan Fine 2                       |           | Vai chính |        |
| 2022 | You Are My Missing Piece                | Yued      | Vai chính |        |
| 2023 | Manee Phitsawat                         |           | Vai chính |        |
| 2023 | Dong Dok Mai                            | Boonparet | Vai chính |        |
| 2023 | Cherry Magic                            | Achi      | Vai chính | [ 29 ] |

### TV Show
| Năm  | Tên show                                | Ghi chú                                       |        |
| ---- | --------------------------------------- | --------------------------------------------- | ------ |
| 2014 | Five Live Fresh                         | Host                                          |        |
| 2015 | Talk with Toey Tonight                  | Khách mời (Tập 34)                            |        |
| 2015 | High School Reunion                     | Khách mời (Tập 95, 113-115, 139)              |        |
| 2016 | Let's Play Challenge                    | Khách mời (Tập 5, 13, 27, 28, 50)             |        |
| 2017 | Off Gun Fun Night Extra                 | Khách mời (Tập 4)                             |        |
| 2017 | Off Gun Fun Night                       | Khách mời (Tập 8-9)                           |        |
| 2017 | #TEAMGIRL                               | Khách mời (Tập 25-26, 45, 76-78, 99, 113-114) |        |
| 2018 | How Well Do You Know Each Other         | Thành viên chính                              |        |
| 2018 | TayNew Meal Date                        | Host chính                                    |        |
| 2018 | Tred Tray Fest with Tay Tawan           | Khách mời (Tập 4)                             |        |
| 2018 | Cougar on the Prowl Season 2            | Khách mời (Tập 3)                             |        |
| 2018 | Talk with Toey One Night                | Khách mời (Tập 38, 64)                        |        |
| 2018 | School Rangers                          | Host chính                                    |        |
| 2019 | Jen Jud God Jig                         | Khách mời (Tập 9)                             |        |
| 2019 | Off Gun Fun Night Season 2              | Khách mời (Tập 3)                             |        |
| 2019 | Friend.Ship with Krist-Singto           | Khách mời (Tập 4)                             |        |
| 2019 | Let's Play Challenge Special            | Khách mời (Tập 2)                             |        |
| 2019 | Arm Share                               | Khách mời (Tập 14, 22, 30, 42, 80, 83)        |        |
| 2019 | Moo Jong Pang                           | Khách mời (Tập 5)                             |        |
| 2019 | 5 Golden Rings                          | Khách mời (Tập 22)                            |        |
| 2020 | LogLog                                  | Khách mời (Tập 17)                            |        |
| 2020 | TayNew Meal Date Special                | Host chính                                    |        |
| 2020 | Play Zone                               | Khách mời (Tập 2)                             |        |
| 2020 | Off Gun Fun Night: Season 2 Special     | Khách mời (Tập 2)                             |        |
| 2020 | Live At Lunch Season 1                  | Thành viên chính (Tập 13, 26)                 |        |
| 2020 | Come & Join Gun                         | Khách mời (Tập 4)                             |        |
| 2020 | SosatSeoulsay                           | Khách mời (Tập 47)                            |        |
| 2021 | Live At Lunch: Friend Lunch Friend Live | Khách mời (Tập 4)                             |        |
| 2021 | Live At Lunch Season 2                  | Khách mời (Tập 7)                             |        |
| 2021 | Hueb Talk                               | Khách mời (Tập 2)                             |        |
| 2022 | Safe House 4: Vote                      | Thành viên chính                              | [ 30 ] |
| 2022 | The Wall Song                           | Khách mời (Tập 114)                           |        |
| 2023 | The Wall Song                           | Khách mời (Tập 129)                           | [ 31 ] |
| 2023 | Roo Mai Krai Sod – รู้ไหมใครโสด           | Khách mời (Tập 14)                            | [ 32 ] |

## Âm nhạc
| Năm  | Tên bài hát                                                                          | Đài                    | Ghi chú                          | Ref.   |
| ---- | ------------------------------------------------------------------------------------ | ---------------------- | -------------------------------- | ------ |
| 2019 | ไม่มีนิยาม (Mai Mee Niyahm) - với Tawan Vihokratana                                     | GMM Grammy             |                                  | [ 33 ] |
| 2020 | มีรัก (My Love)                                                                        | CJ MAJOR Entertainment | Nhạc phim điện ảnh Classic Again | [ 34 ] |
| 2023 | แอบตะโกน (Aep Takon) - cùng với Tawan Vihokratana                                    | GMM Grammy             |                                  | [ 35 ] |
| 2023 | พลังวิเศษของคนไม่พิเศษ (Phlang Wiset Khong Khon Mai Phiset) - cùng với Tawan Vihokratana | GMM Grammy             |                                  | [ 36 ] |

## Chuyến lưu diễn
| Năm  | Tiêu đề                                             | Nghệ sĩ                                                                                  | Địa điểm                                                    | Tham khảo |
| ---- | --------------------------------------------------- | ---------------------------------------------------------------------------------------- | ----------------------------------------------------------- | --------- |
| 2016 | Meet Greet Eat with SOTUS the Series                | SOTUS Cast                                                                               | Scala Cinema                                                |           |
| 2016 | SOTUS 1st Fan Meeting tại Thượng Hải                | Krist, Singto, Off, Gunsmile                                                             | JDF Yung Fen Theatre                                        |           |
| 2017 | 2017 At First Sight With Rookie Boy tại Quảng Châu  | Krist, Singto, Off, Gunsmile, Oajun                                                      | Guangdong Performing Arts Center Theatre                    |           |
| 2017 | 2017 Krist-Singto Fan Meeting tại Thành Đô          | Krist, Singto, Off                                                                       | Jincheng Art Palace                                         |           |
| 2017 | Y I Love You Fan Party 2017                         | Krist, Singto, Off, Gun, Earth, Tay, Ssing, Godt, White                                  | Thunder Dome (+Live Stream)                                 |           |
| 2017 | SOTUS S NATION Y FANMEETING TOUR- Chiangmai         | Krist, Singto, Off, Gunsmile, Fiat, Oajun, Nammon                                        | KAD Theatre                                                 |           |
| 2017 | SOTUS S NATION Y FANMEETING TOUR- Nakhon Ratchasima | Krist, Singto, Off, Gunsmile, Fiat, Oajun, Nammon                                        | Terminal Hall, Terminal 21 Korat                            |           |
| 2018 | SOTUS S NATION Y FANMEETING TOUR- Bangkok           | Krist, Singto, Off, Gunsmile, Fiat, Oajun, Nammon                                        | BCC Hall, CentralPlaza Ladprao                              |           |
| 2018 | SOTUS S NATION Y FANMEETING TOUR- Hatyai            | Krist, Singto, Off, Gunsmile, Fiat, Oajun, Nammon                                        | Hatyall Hall, CentralFestival Hatyai                        |           |
| 2018 | SOTUS The Memories Live On Stage                    | SOTUS Cast                                                                               | Thunder Dome                                                |           |
| 2018 | New & Earth 1st Fan Meeting tại Đài Bắc             | Earth                                                                                    | Clapper Studio, 5F, Syntrend                                |           |
| 2018 | SOTUS S tại Vũ Hán                                  | Krist, Singto, Nammon, Guy, Fiat                                                         | Wuhan Cultural Museum Center                                |           |
| 2018 | SOTUS S Encore Fan Meeting tại Đài Bắc              | Krist, Singto, Off, Gunsmile, Fiat, Oajun, Nammon, Guy                                   | Taipei International Convention Center (TICC)               |           |
| 2018 | New & Tay 1st Fan Meeting tại Malaysia              | Tay, Earth                                                                               | PJ Live Arts, Petaling Jaya                                 |           |
| 2018 | New & Tay 1st Fan Meeting tại Manila                | Tay, Earth                                                                               | Tiu Theater                                                 |           |
| 2019 | Y I Love You Fan Party 2019                         | Krist, Singto, Off, Gun, Tay, Earth, Drake, Frank, Oajun, Fiat, Guy, Nammon, Phuwin, Neo | Thunder Dome (+Live Stream)                                 |           |
| 2019 | Krist Singto Tay New Fan Meeting tại Hồng Kông      | Krist, Singto, Tay                                                                       | Rotunda 2, KITEC                                            |           |
| 2019 | TayNew 1st Fan Meeting tại Hàn Quốc                 | Tay                                                                                      | Howon Art Hall                                              |           |
| 2019 | Our Skyy Fan Meeting tại Đài Bắc                    | Our Skyy 1 Cast                                                                          | Taipei International Convention Center (TICC)               |           |
| 2019 | Tay New Pleum Chimon 1st Fan Meeting tại Myanmar    | Tay, Pleum, Chimon                                                                       | Pullman Yangon Centrepoint Hotel                            |           |
| 2019 | TayNew Fan Meeting tại Quảng Châu                   | Tay                                                                                      | Guangdong Song and Dance Theater                            |           |
| 2019 | Our Skyy Fan Meeting tại Myanmar                    | Our Skyy 1 Cast                                                                          | Pullman Yangon Centrepoint Hotel                            |           |
| 2019 | TayNew Fan Meeting tại Thành Đô                     | Tay                                                                                      | Rising Butterfly Hotel                                      |           |
| 2019 | Dark Blue Kiss Tay & New Fan Meeting tại Đài Bắc    | Tay                                                                                      | 西門 WESTAR                                                 |           |
| 2020 | Global Live Fan Meeting                             | Tay                                                                                      | VLIVE+ (Live Streaming)                                     |           |
| 2020 | SOTUS THE REUNION 4EVER MORE                        | Krist, Singto, Off, Gunsmile, Fiat, Oajun, Nammon, Guy                                   | VLIVE+ (Live Streaming)                                     |           |
| 2020 | FANTOPIA 2020                                       | Nadao Bangkok & GMMTV Artists                                                            | Impact Arena and Challenger Hall 1                          |           |
| 2022 | POLCA THE JOURNEY (1st Fan Meeting tại Thái Lan)    | Tay                                                                                      | Changwattana Hall, F5, Central Chaengwattana (+Live Stream) |           |
| 2022 | TayNew Fan Meeting tại Manila                       | Tay                                                                                      | The Theatre at Solaire                                      |           |
| 2022 | Love Out Loud FANFEST 2022                          | Krist, Singto, Off, Gun, Tay, Bright, Win                                                | Impact Arena (+ Live Stream)                                |           |
| 2022 | GMMTV FANFEST LIVE IN JAPAN 2022                    | Krist, Off, Gun, Tay, Ohm, Nanon, Bright, Win, Dew, Nani                                 | Pia Arena MM (+Live Stream)                                 |           |
| 2022 | TayNew Fan Meeting Korea 2022                       | Tay                                                                                      | Yearimdang Art Hall, Gangnam                                |           |
| 2022 | TayNew 1st Fan Meeting tại Osaka                    | Tay                                                                                      | Dojima River Forum                                          |           |
| 2023 | TayNew Fan Meeting tại Hồng Kông                    | Tay                                                                                      | Kerry Hotel Hong Kong                                       |           |
| 2023 | TayNew 1st Fan Meeting tại Singapore                | Tay                                                                                      | Capitol Theatre                                             |           |
| 2023 | TayNew Fan Meeting tại Đài Bắc                      | Tay                                                                                      | Zepp New Taipei                                             |           |
| 2023 | BELUCA FOURTIVERSE CONCERT                          | Off, Gun, Tay                                                                            | Royal Paragon, 5F, Siam Paragon (+Live Stream)              |           |
| 2023 | BELUCA 1st Fan Meeting tại Singapore                | Off, Gun, Tay                                                                            | Capitol Theatre                                             |           |
| 2023 | VIU Scream Date                                     | Off, Gun, Tay                                                                            | Union Hall, 6F, Union Mall                                  |           |
| 2023 | BELUCA 1st Fan Meeting tại Nhật Bản                 | Off, Gun, Tay                                                                            | Toyosu PIT                                                  |           |
| 2023 | BELUCA 1st Fan Meeting tại Macau                    | Off, Gun, Tay                                                                            | Broadway Theatre, Broadway Macau                            |           |
| 2023 | KRIST Elements Concert                              | Krist, Singto, Gawin, Off, Gun, Tay                                                      | Union Hall, 6F, Union Mall (+Live Stream)                   |           |
| 2023 | BELUCA 1st Fan Meeting tại Manila                   | Off, Gun, Tay                                                                            | New Frontier Theater                                        |           |
| 2024 | BELUCA 1st Fan Meeting tại Việt Nam                 | Off, Gun, Tay                                                                            | Nhà hát Hòa Bình                                            | [ 37 ]    |

## Giải thưởng và đề cử
| Năm  | Giải thưởng              | Thể loại                                                                   | Đề cử                      | Kết quả   | Tham khảo |
| ---- | ------------------------ | -------------------------------------------------------------------------- | -------------------------- | --------- | --------- |
| 2019 | DONT Journal Awards 2018 | Best Ensemble of 2018 คู่ ขวัญแห่งปี (cặp đôi xuất sắc) (với Tawan Vihokratana) |                            | Đoạt giải | [ 38 ]    |
| 2019 | Kazz Awards              | Chàng trai trẻ hấp dẫn của năm                                             |                            | Đoạt giải | [ 39 ]    |
| 2020 | LINE TV Awards           | Cặp đôi xuất sắc (với Tawan Vihokratana)                                   | Dark Blue Kiss             | Đề cử     | [ 40 ]    |
| 2020 | Maya Awards              | Nhạc phim xuất sắc (với Tawan Vihokratana)                                 | "ไม่มีนิยาม" (Mai Mee Ni Yam) | Đoạt giải | [ 41 ]    |
| 2022 | Maya Awards              | Charming Boy                                                               |                            | Đề cử     |           |